# Goulburn Islands
Die Goulburn Islands sind eine Inselgruppe in der Arafurasee vor der Küste des Arnhem Land im Northern Territory von Australien. Die größten Inseln sind North Goulburn Island und South Goulburn Island. Die Maung sind die traditionellen Bewohner der Goulburn-Inseln.

## Geschichte
Die Inseln wurden wahrscheinlich 1644 von dem niederländischen Seefahrer Abel Tasman entdeckt und erhielten 1818 ihren Namen von Admiral Phillip Parker King zu Ehren von Henry Goulburn, dem damaligen Staatssekretär für Krieg und Kolonien.

## Geographie
Die Gruppe der Goulburn-Inseln besteht aus zwei Hauptinseln und einigen kleinen Inseln.
- South Goulburn Island hat eine Fläche von 78 km² und liegt drei Kilometer von der Küste entfernt, geteilt durch die Macquarie Strait. Kurz nach seiner Ankunft auf der Insel wurde am 22. Juni 1916 von Reverend James Watson eine Missionssiedlung auf der Insel gegründet. Auf dieser Insel besteht eine Warruwi Community, die untereinander zehn indigene Sprachen sprechen. Dies ist einer der letzten Orte in Australien und wahrscheinlich auf der ganzen Welt, an denen so viele indigene Sprachen zusammen existieren. Die traditionelle Sprache der Insel ist Maung, wobei die anderen am häufigsten verwendeten indigenen Sprachen Kunwinjku und Yolngu-Matha sind. Englisch ist normalerweise die zweite oder dritte Sprache der Menschen. Es gibt neben der Maung-Sprache die Sprachen Bininj Kunwok, Yolngu-Matha, Burarra, Ndjébbana, Na-kara, Kunbarlang, Iwaidja, Torres Strait Creole und Englisch. Die Menschen kommunizieren in ihrer eigenen Sprache oder in ihren eigenen Sprachen miteinander, da alle einige oder alle Sprachen verstehen, sie aber nicht sprechen. Mondalmi ist eine der bekanntesten Frauen aus der Region, da sie mit der Anthropologin Catherine Berndt zusammengearbeitet hat, die die Kultur der Aborigines studierte.
- Die etwa elf Kilometer lange North Goulburn Island hat eine Fläche von 36 km² und ist 16 Kilometer von der Küste entfernt.

2011 lebten bei der Volkszählung 423 Menschen auf den Inseln, wobei der größte Teil der Bevölkerung auf South Goulburn Island lebte.
Die Inseln und ihre indigenen Bewohner wurden 2015 in dem von David Grubin inszenierten PBS-Dokumentarfilm Language Matters vorgestellt.